# Hilde Wörner

Hilde Wörner auf einer Fotografie von Alexander Binder

Hildegard Margarete Dorothea Elfriede Wörner (geboren 17. November 1894 in Kassel ; gestorben 5. April 1963 in München) war eine deutsche Theater- und Filmschauspielerin sowie Filmproduzentin, die vor allem in Stummfilmen auftrat.

## Leben
Hilde Wörner begann ihre Bühnenlaufbahn 16-jährig in Elberfeld. 1912 holte Johannes Maurach sie ans Essener Stadttheater. Es folgten Verpflichtungen nach Oldenburg und Bremen, wo man sie am Schauspielhaus sehen konnte. In der Spätphase des Ersten Weltkriegs erreichte sie Berlin, wo sie in Nachfolge von Lisa Weise in das Operettenensemble des Berliner Theaters übernommen wurde. Dort wirkte sie als erste Soubrette. Nahezu zeitgleich verpflichtete sie Heinrich Bolten-Baeckers, der damalige Direktor der Oliver Filmgesellschaft, für den Film. Dabei hatte sie sofort Serienstar-Status – „dieses ist das höchste, was eine Kinodiva anstrebt“, so Wörner 1919.
Wörner gab ihr Filmdebüt 1917 im Stummfilm Baronin Kammerjungfer unter der Regie von Leo Peukert. Sie war auf die Rolle der jugendlichem Salondame spezialisiert und spielte im dramatischen und komödiantischen Fach. Zeitgenossen galt sie als mittelmäßige Schauspielerin.
Um 1919 gründete sie in Berlin die Filmproduktionsgesellschaft Wörner-Film mit, die bis 1923 verschiedene Spielfilme produzierte, darunter den Sechsteiler Die Berliner Range (1919–1921) und Dimitri Buchowetzkis Danton (1921). Zu dieser Zeit war sie mit dem Stummfilmregisseur Carl Müller-Hagen verheiratet, der einen Großteil ihrer Filme der Jahre 1919 und 1920 inszeniert hatte.
Wörner spielte neben Pola Negri 1922 die zweite weibliche Hauptrolle in Ernst Lubitschs Die Flamme, bevor sie sich weitgehend aus dem Filmgeschäft zurückzog. Im Jahr 1926 war sie in einer Nebenrolle in Carl Froelichs Rosen aus dem Süden zu sehen und übernahm 1930 in ihren einzigen beiden Tonfilmen, Hanns Schwarz’ Einbrecher und Gustav Ucickys Das Flötenkonzert von Sans-souci kleine Nebenrollen.
Wörner war in zweiter Ehe mit dem Tenor Eduard Lichtenstein (1889–1953) verheiratet.

## Filmografie
- 1917: Baronin Kammerjungfer
- 1918: Der siebente Kuß
- 1919: Wenn das Leben Nein sagt
- 1919: Teufelchen
- 1919: Intermezzo
- 1919: Fräulein Baronin
- 1919: Ein Mädchen aus guter Familie
- 1919: Ein Frühlingstraum
- 1919: Ein Augenblick im Paradies
- 1919: Die Waise von Lowood
- 1919: Das Lächeln der kleinen Beate
- 1919: Die Berliner Range. 1. Streich: Lotte als Schulschreck (auch Produktion)
- 1919: Die Berliner Range. 2. Streich: Lotte kuppelt (auch Produktion)
- 1920: Das Experiment des Prof. Mithrany (Produktion)
- 1920: Die Kralle
- 1920: Der Graf von Cagliostro
- 1920: Zigeunerblut
- 1920: Pension Lautenschlag
- 1920: Die Banditen von Asnières
- 1920: Das Chamäleon (auch Produktion)
- 1920: Moriturus (auch Produktion)
- 1920: Die Berliner Range. 3. Streich: Onkel Tom (auch Produktion)
- 1920: Die Berliner Range. 4. Streich: Lotte schiebt (auch Produktion)
- 1920: Die Berliner Range. 5. Streich: Der Kampf mit dem Drachen (auch Produktion)
- 1921: Die Berliner Range. 6. Streich: Ihr bester Freund (auch Produktion)
- 1921: Danton
- 1922: Die Flamme
- 1923: Der Geldteufel (nur Produktion)
- 1926: Rosen aus dem Süden
- 1930: Einbrecher
- 1930: Das Flötenkonzert von Sans-souci

## Tondokument
Mit dem Operettentenor Fritz Werner nahm sie 1923 zwei Duette für Homocord auf:
- Homocord B. 255 (Matrizennummer M 17 007) (im wax: D27C; A19 6 23) Der Eheomnibus: Duett aus der Operette „Mädi“ (Robert Stolz), Hilde Wörner und Fritz Werner mit Orchesterbegleitung.
- Homocord B. 255 (Matrizennummer M 17 008) (im wax: D27C ; A18 5 23) Mädi, mein süßes Mädi: Duett aus der Operette „Mädi“ (Robert Stolz), Hilde Wörner und Fritz Werner mit Orchesterbegleitung.[5]